# 工夫影业
工夫影业股份有限公司（Work Film Industry，CKF PICTURES）台湾电影导演陈国富于2013年创立的电影公司。

## 概况
2013年，陈国富结束了与华谊兄弟的7年合作，成立『工夫影业』，“工夫”二字出自《抱朴子内篇·遐览》：“艺文不贵，徒消工夫。”
『工夫影业』标榜将继续探索“电影的原创性和市场的可能性”，主流评论认为，这将是陈国富本人电影事业的一次质的飞跃。
2017年3月，华谊兄弟与工夫影业共同公布了名为“想象力工业”的电影计划，并一起发布了一款联合厂标，则是将代表华谊兄弟的英文字母“H”和代表工夫影业的汉字“工”结合，形成一个全新标志，该联合厂标之后会在“想象力工业”计划的所有电影片头出现。两家公司还公开未来三年会有五部大片的合作，计划在2018-2020年陆续登上大银幕。
2017年4月，腾讯影业与工夫影业宣布达成战略合作，腾讯影业的首席执行官程武出任工夫影业的董事。腾讯互娱旗下的文学、动漫、游戏等平台上的泛娱乐IP对工夫影业开放，与工夫影业共同打造。双方合作的首部电影作品是由演员刘亦菲主演的《二代妖精之今生有幸》，腾讯影业还会对工夫影业的其他项目进行联合投资与宣发。

## 旗下企业
- 拉萨工夫真言影业有限公司

## 作品

### 电影
- 《寻龙诀》
- 《火锅英雄》
- 《二代妖精之今生有幸》
- 《狄仁杰之四大天王》

### 网络剧集
- 《河神》
- 《动物管理局》